# 朱祐杬

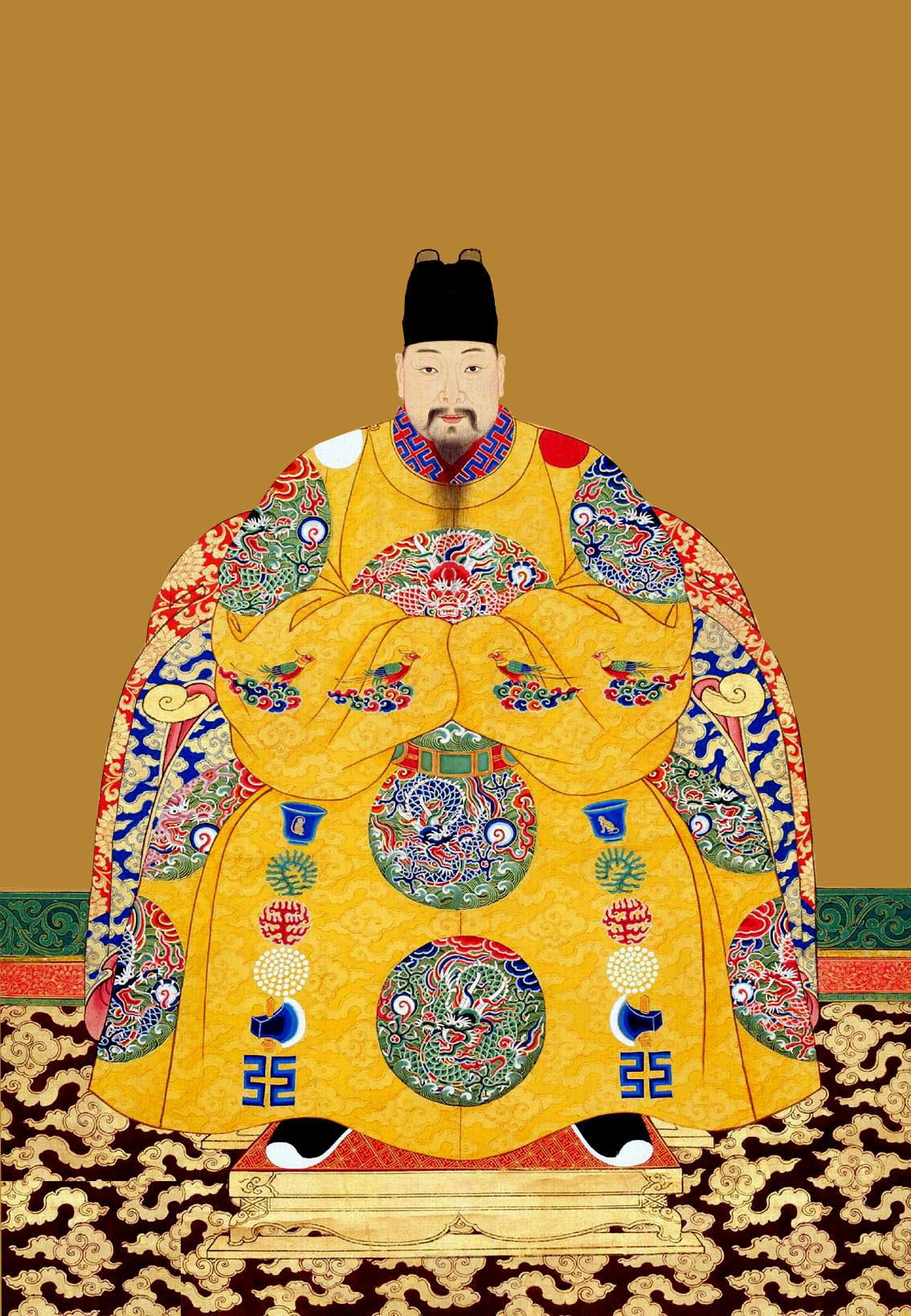
朱祐杬

朱 祐杬（しゅ ゆうげん、1476年7月22日（成化12年7月2日）- 1519年7月13日（正徳14年6月17日））は、明の皇族。孝宗弘治帝の異母弟で、世宗嘉靖帝の実父。睿宗の廟号、献皇帝の諡号を贈られた。

## 生涯
憲宗成化帝の四男として、邵宸妃（孝恵太后）を母として生まれる。孝宗弘治帝の異母弟で、武宗正徳帝の叔父である。1487年（成化23年）に興王に封じられた。1494年（弘治7年）に正式に封地の安陸州鍾祥県に赴く。1519年（正徳14年）に逝去し、正徳帝からは「献王」の諡号を贈られた。
1521年（正徳16年）、正徳帝が嗣子のないまま崩御したため、内閣大学士の楊廷和は「皇明祖訓」に拠って皇位継承者を探した。まず弘治帝については、2人の子は夭逝、さらに遡って成化帝については、長男・次男は夭逝、三男が弘治帝、四男の興王朱祐杬も既に逝去していたが2人の子があり、長男の朱厚熙は夭逝、次男の朱厚熜が嗣子に立てられており、正徳帝の従弟であったので、新帝として迎立された。
朱厚熜は帝位に就いた後、実父に対し尊号を追贈したいと思うようになり、これが3年半にも及ぶ「大礼の議」と呼ばれる論争の発端となった。朝臣の反対をも顧みず、嘉靖帝は実父に対し興献帝と追尊した。また生母の蔣氏にも章聖皇太后と尊し、弘治帝を「皇伯考」と改称した。1538年9月、朱祐杬に「睿宗」の廟号が追尊された。もとの興献帝の墳墓は明の顕陵へと改葬された。

## 宗室
- 正室：慈孝献皇后蔣氏 - 蔣斅の娘
- 側室：温静淑妃王氏
- 男子：朱厚熙（夭折）、朱厚熜（嘉靖帝）
- 女子：長寧公主、善化公主、永福公主、永淳公主